# Beyond the realms of euphoria
Beyond the realms of euphoria is een studioalbum van Galahad. Het was het tweede album van die band dat in 2012 sinds een aantal jaren terug verscheen. Het hiaat werd mede veroorzaakt door het overlijden van de bassist van de band, Neil Pepper. Het album is opgenomen in de Thin Ice geluidsstudio van Karl Groom en Clive Nolan, de eerste tekende voor de productie. Groom en Nolan hebben daarbij relatief veel invloed gekregen in de muziekstijl, neoprog. De band klinkt af en toe als Arena, de band van Nolan. Opvallend aan het album is de dance-achtige muziek die Galahad in zijn progressieve rock verwerkt. Het album begint met muziek, waarbij elk moment een danceavond kan beginnen. De rock wordt echter al snel in de danceritmes geïntegreerd en neemt het over.  
Richelieu’s prayer is een nummer van hun vroege album Nothing is written en is deels opnieuw opgenomen.

## Musici
- Ron Keyworth – gitaar
- Stuart Nicholson – zang
- Spencer Luckman – slagwerk
- Dean Baker – toetsinstrumenten
- Neil Pepper – basgitaar

Met
- Mark Andrews – originele bijdrage aan Richelieu’s prayer

## Muziek
De teksten zijn van Nicholson, de muziek van Galahad.

| Nr. | Titel                         | Duur  |
| --- | ----------------------------- | ----- |
| 1.  | Salvation I (Overture)        | 4:12  |
| 2.  | Salvation II (Judgement day?) | 6:09  |
| 3.  | Guardian angel                | 10:32 |
| 4.  | Secret kindom …               | 5;31  |
| 5.  | …and secret worlds            | 7:27  |
| 6.  | All in the name of progress   | 7;14  |
| 7.  | Guardian angel (reprise)      | 6:09  |
| 8.  | Richelieu’s prayer (2012)     | 8:40  |